# Третья песня Эллен
Третья песня Эллен (нем. Ellens dritter Gesang, Ellens Gesang III) — произведение Франца Шуберта (номер по каталогу Дойча — D 839), более известное под неаутентичным заголовком «Ave Maria». В певческой практике эта песня часто исполняется не на оригинальный (немецкий) текст, а на текст католической (латинской) молитвы.
Песня была написана Шубертом в составе сборника из семи песен на отдельные стихи из поэмы «Дева озера» Вальтера Скотта, в немецком переводе Адама Шторка (сборник был опубликован как op. 52 в 1825 году). Третья песня Эллен представляла собой молитвенное обращение героини поэмы, Эллен Дуглас, к Деве Марии и начиналась латинскими словами «Ave Maria!», что дало в дальнейшем основания для исполнения на эту музыку полного латинского текста.

## Текст «Ellens dritter Gesang»
| Перевод Шторка, использовавшийся Шубертом |
| Ave Maria! Jungfrau mild, Erhöre einer Jungfrau Flehen, Aus diesem Felsen starr und wild Soll mein Gebet zu dir hinwehen. Wir schlafen sicher bis zum Morgen, Ob Menschen noch so grausam sind. O Jungfrau, sieh der Jungfrau Sorgen, O Mutter, hör ein bittend Kind! Ave Maria! Ave Maria! Unbefleckt! Wenn wir auf diesen Fels hinsinken Zum Schlaf, und uns dein Schutz bedeckt Wird weich der harte Fels uns dünken. Du lächelst, Rosendüfte wehen In dieser dumpfen Felsenkluft, O Mutter, höre Kindes Flehen, O Jungfrau, eine Jungfrau ruft! Ave Maria! Ave Maria! Reine Magd! Der Erde und der Luft Dämonen, Von deines Auges Huld verjagt, Sie können hier nicht bei uns wohnen, Wir woll’n uns still dem Schicksal beugen, Da uns dein heil’ger Trost anweht; Der Jungfrau wolle hold dich neigen, Dem Kind, das für den Vater fleht. Ave Maria! |

| «Гимн Деве Марии» Вальтера Скотта |
| Ave Maria! maiden mild! Listen to a maiden’s prayer! Thou canst hear though from the wild; Thou canst save amid despair. Safe may we sleep beneath thy care, Though banish’d, outcast and reviled - Maiden! hear a maiden’s prayer; Mother, hear a suppliant child! Ave Maria Ave Maria! undefiled! The flinty couch we now must share Shall seem this down of eider piled, If thy protection hover there. The murky cavern’s heavy air Shall breathe of balm if thou hast smiled; Then, Maiden! hear a maiden’s prayer, Mother, list a suppliant child! Ave Maria! Ave Maria! stainless styled. Foul demons of the earth and air, From this their wonted haunt exiled, Shall flee before thy presence fair. We bow us to our lot of care, Beneath thy guidance reconciled; Hear for a maid a maiden’s prayer, And for a father hear a child! Ave Maria. |

| Перевод Плещеева |
| Ave Maria! Пред тобой Чело с молитвой преклоняю… К тебе, заступнице святой, С утеса мрачного взываю… Людской гонимые враждою, Мы здесь приют себе нашли… О, тронься скорбною мольбою И мирный сон нам ниспошли! Ave Maria! Ave Maria! Ночь пришла. Измучены мы тяжким горем, И ложем служит нам скала Над этим вечным бурным морем. Взгляни на нас! Ты сновидений Зловещий рой отгонишь прочь, Прольешь в сердца успокоенье, И быстро пронесется ночь… Ave Maria! Ave Maria! Не страшна Нигде с тобою злая сила… Не ты ли, благости полна, Гонимых, нас в горах укрыла! И в этот поздний час мольбою К тебе взываю я: внемли! Будь нам охраною святою И тихий сон нам ниспошли! Ave Maria! |

## Ave Maria Шуберта
| Латинский текст |
| Ave Maria Gratia plena Maria Gratia plena Ave, ave dominus Dominus tecum Benedicta tu in mulieribus Et benedictus Et benedictus fructus ventris Ventris tui Jesus Ave Maria Ave Maria Mater dei Ora pro nobis pecatoribus Ora, ora pro nobis Ora ora pro nobis pecatoribus Nunc et in hora mortis In hora mortis nostrae, In hora mortis, mortis nostrae In hora mortis nostrae Ave Maria! |

| Перевод |
| Радуйся, Мария, благодати полная, Мария, благодати полная, Радуйся, радуйся, Господь Господь с Тобою. Благословенна Ты между женами, И благословен, И благословен плод чрева Твоего, Чрева Твоего Иисус. Радуйся, Мария! Радуйся, Мария, Матерь Божия, Молись, молись о нас, грешных, Молись, молись о нас; Молись, молись о нас, грешных, Ныне и в час смерти, В час смерти нашей, В час смерти, смерти нашей. В час смерти нашей. Радуйся, Мария! |

## Использование в кино, компьютерных играх, рекламе

### Использование в кино
- 1+1
- Аве Мария (мультфильм)
- Иди и смотри
- Крёстный отец 3
- Одноклассники
- Фантазия
- Хитмэн
- La Corda D'oro (аниме)
- Мальчишник: Часть III
- Кухня (телесериал)
- Initial D Пятая Стадия (аниме)
- Сен-Лоран. Стиль — это я
- Ералаш. 67 выпуск, сюжет "Некогда"
- Хочу в тюрьму
- Les Secrets du Château (Тайны замка) ©2019
- Бетмен (2022)

### Использование в компьютерных играх
- Серия компьютерных игр Hitman

### Использование в рекламе
- Тизер компьютерной игры Hitman 5 из серии компьютерных игр Hitman.